# Жовтоводський історичний музей
Комунальний заклад культури «Жовтоводський історичний музей» розташований за адресою: Дніпропетровська область, Кам’янський район, м. Жовті Води, Бульвар Свободи, 25.

## Історія створення
Ідея створення музею у місті Жовти Води виникла у 1970-ті роки та почала реалізовуватися у 1982 році, коли для облаштування музею була виділена будівля.
Ентузіастами були зібрані перші експонати, а колективи міських підприємств залучені до ремонту приміщення та виготовлення музейного обладнання.
Музей був відкритий у 1985 році та його першим керівником був Ю. Пригожин, науковець та суспільний діяч, один з найактивніших провідників ідеї створення музею.
У 1991 році музей здобув звання «народний», а у 1999 році йому було присвоєне ім’я Ю. Пригожина.
06 липня 2024 року музей отримав сучасну назву.

## Експозиція
Музей розташований у двоповерховій будівлі, а експонати розміщені у десяти залах.
Загальні фонди музею налічують понад 12000 експонатів.
У першій залі знаходяться експонати присвячені Визвольній війні під проводом Б. Хмельницького та перемозі козацького війська у битві під Жовтими Водами.
Експозиція другої зали розповідає про заснування та розвиток, завдяки видобутку залізної руди, селища Жовта Річка. Серед експонатів – макети шахти, кар’єру та селища у 1913 році.
Також у музеї висвітлені події Другої світової війни, розвиток міста у повоєнні роки.
Окремо представлені колекції годинників, мінералів, нумізматики, живопису.
З 2015 року дія експозиція російсько-української війни, яка була створена за участю ветеранів, учасників бойових дій і волонтерів міста. Щороку експозиція наповнюється новими експонатами.
Щороку музей відвідують близько семи тисяч чоловік.